# Milionia rubrifascia
Milionia rubrifascia is een vlinder uit de familie van de spanners (Geometridae). De wetenschappelijke naam van de soort is voor het eerst geldig gepubliceerd in 1915 door Joicey & Talbot.